# Cuello de Porcuya Km. 46
Cuello de Porcuya Km. 46 es un caserío peruano ubicado en el distrito de Huarmaca, perteneciente a la provincia de Huancabamba del departamento de Piura, al norte del Perú. 

## Ubicación
Cuello de Porcuya Km. 46 se ubica al sureste de la provincia de Huancabamba, en el distrito de Huarmaca, en el departamento de Piura.

## Demografía
En 2017 Cuello de Porcuya Km. 46 tenía una población de 167 habitantes.
| Gráfica de evolución demográfica de Cuello de Porcuya Km. 46 entre 1993 y 2017 |
|                                                                                |
| Fuentes: Población 1993 y 2017                                                 |